# Axis Communications
Axis Communications AB (Эгзис комьюникейшнз) — шведская компания, которая занимается производством и продажей сетевых камер и систем наблюдения. С 2015 года работает как независимая дочерняя компания транснациональной японской машиностроительной компании Canon.

## История
В 1984 году Мартин Грен и Михаэль Карлссон основали Axis в Лунде. В конце 80-х компания построила офис в Бостоне, камерами компания начала заниматься в 1996 году, когда представила первую IP-камеру — AXIS200.
В 2008 году компания объявила о сотрудничестве с Sony и Bosch в целях стандартизации интерфейса для систем видеонаблюдения. Результатом их работы стал промышленный стандарт ONVIF. В настоящее время Axis является мировым лидером в области систем наблюдения и имеет офисы в 20 странах.
Также компания производила CRIS-процессоры, но на данный момент они сняты с производства.

## Технологии
P-Iris — тип IP-камеры, которая вместе с ПО, установленным в самой камере, регулирует раскрытие диафрагмы и её положение для лучшего контраста, глубины резкости, качества изображения и разрешения. Первая камера, использующая данную технологию, называлась P1346.
Формат коридора — формат наблюдения для HDTV-камер, позволяющий в полной мере использовать соотношение сторон 16:9 при мониторинге узких мест, таких как лестницы. Технология превращает 16:9 в 9:16 , но поддержка HDTV-стандартов остается прежней. При использовании данной технологии камера устанавливается «на боку».
Lightfinder — технология, позволяющая сетевым камерам сохранять детали и цвета в условиях пониженного освещения.